# 金裕一
金 裕一（キム・ユイル、朝鮮語: 김유일 ）は、朝鮮民主主義人民共和国の政治家。朝鮮労働党中央委員会委員、電力工業相。

## 経歴
2019年2月10日には朝鮮中央放送のインタビューに電力工業省副相として登場し、風力発電や潮力発電など再生可能エネルギーの電源開発を推進していると答えた。2021年1月5日から開催された朝鮮労働党第8次大会で朝鮮労働党中央委員会委員に選出され、1月17日に開催された最高人民会議第14期第4回会議で電力工業相に任命された。
1981年に金日成国家主席の指示により建設されている漁郎川上流にある漁郎川3号発電所の竣工式に参加した。